# Pheidole gavrilovi
Pheidole gavrilovi är en myrart som beskrevs av Kusnezov 1952. Pheidole gavrilovi ingår i släktet Pheidole och familjen myror. Inga underarter finns listade i Catalogue of Life.